# Nenngröße ZZ
Die Nenngröße ZZ gehört zur Klasse der Miniaturspurweiten unter den Modelleisenbahnnenngrößen (Sub-Z-Nenngrößen). Sie war seit ihrem Erscheinen im Jahr 2005 bis zur Einführung der Nenngröße T im Jahr 2007 die kleinste verfügbare Nenngröße im Modelleisenbahnbereich, die serienmäßig hergestellt wird. Die Normalspur, mit einer Vorbild-Spurweite von 1435 mm weist dabei eine Modell-Spurweite von 4,8 mm auf und wird umgangssprachlich als Spur ZZ bezeichnet. Der Maßstab beträgt 1:300.

## Geschichte
2005 präsentierte der japanische Spielzeughersteller Bandai diese neue Entwicklung. Sie löste damit die Spur Z von Märklin als kleinste serienmäßige Modelleisenbahn ab. 
Derzeit (2011) werden sechs verschiedene Zuggarnituren angeboten. Verkauft werden nur Sets mit einem Zug, einem Gleisoval und einem Zusatzbauwerk. 

## Technik
Die Gleise bestehen aus Plastik. Die Züge werden von einer Knopfzelle im Inneren des Kopfwagens über eine Achse mit Haftreifen angetrieben. Auf dem Dach befindet sich ein kleiner Schalter.

## Modelle
Es werden drei verschiedene Shinkansen-Züge, der Hikari, der Komachi und der Tsubame, angeboten. Weiter drei Triebwagenzüge, namentlich der N'EX der Serie 253, der E231 Yamanotesen und die 485-300 Series.

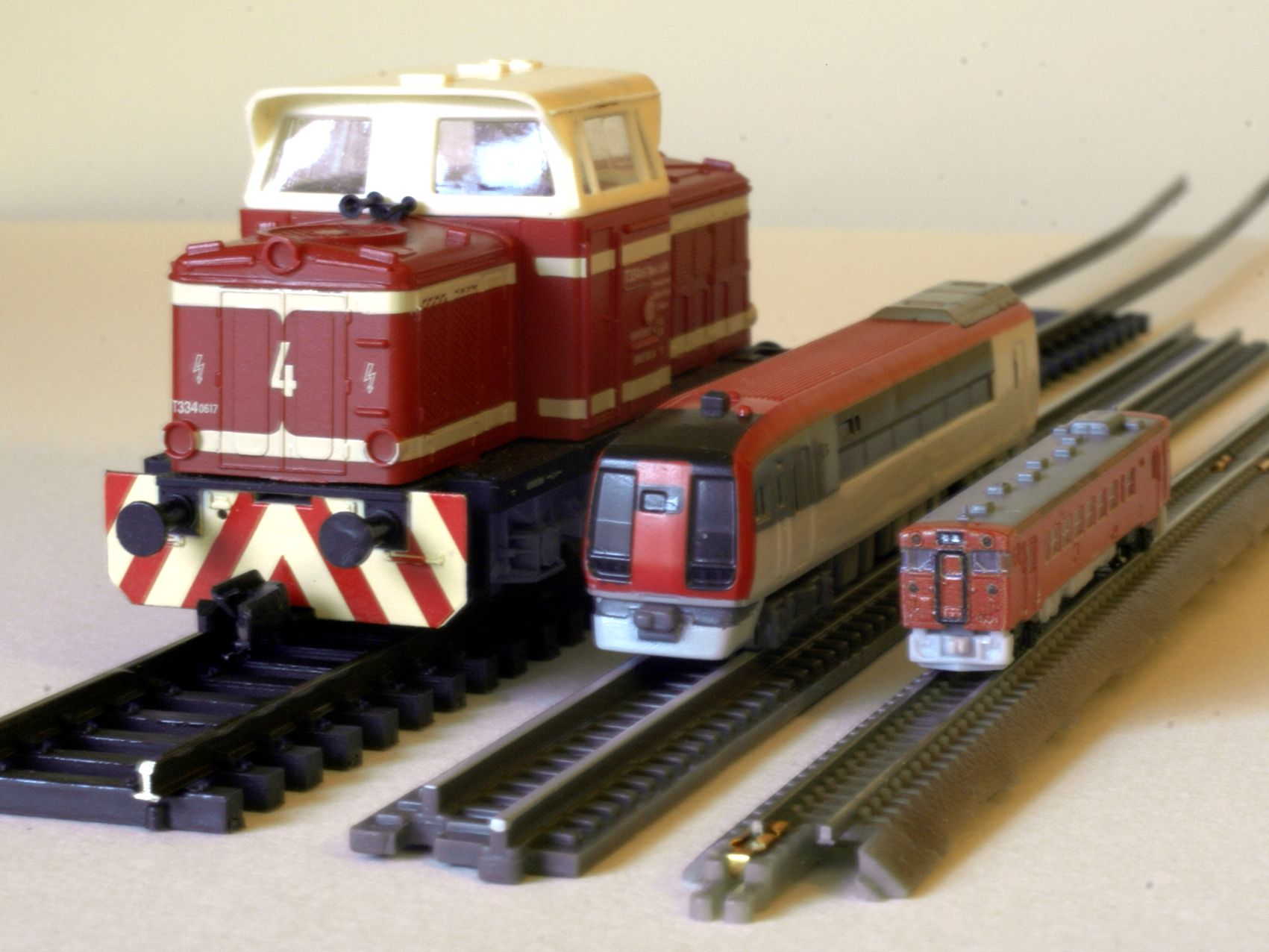
Vergleich der Spuren TT, ZZ und T
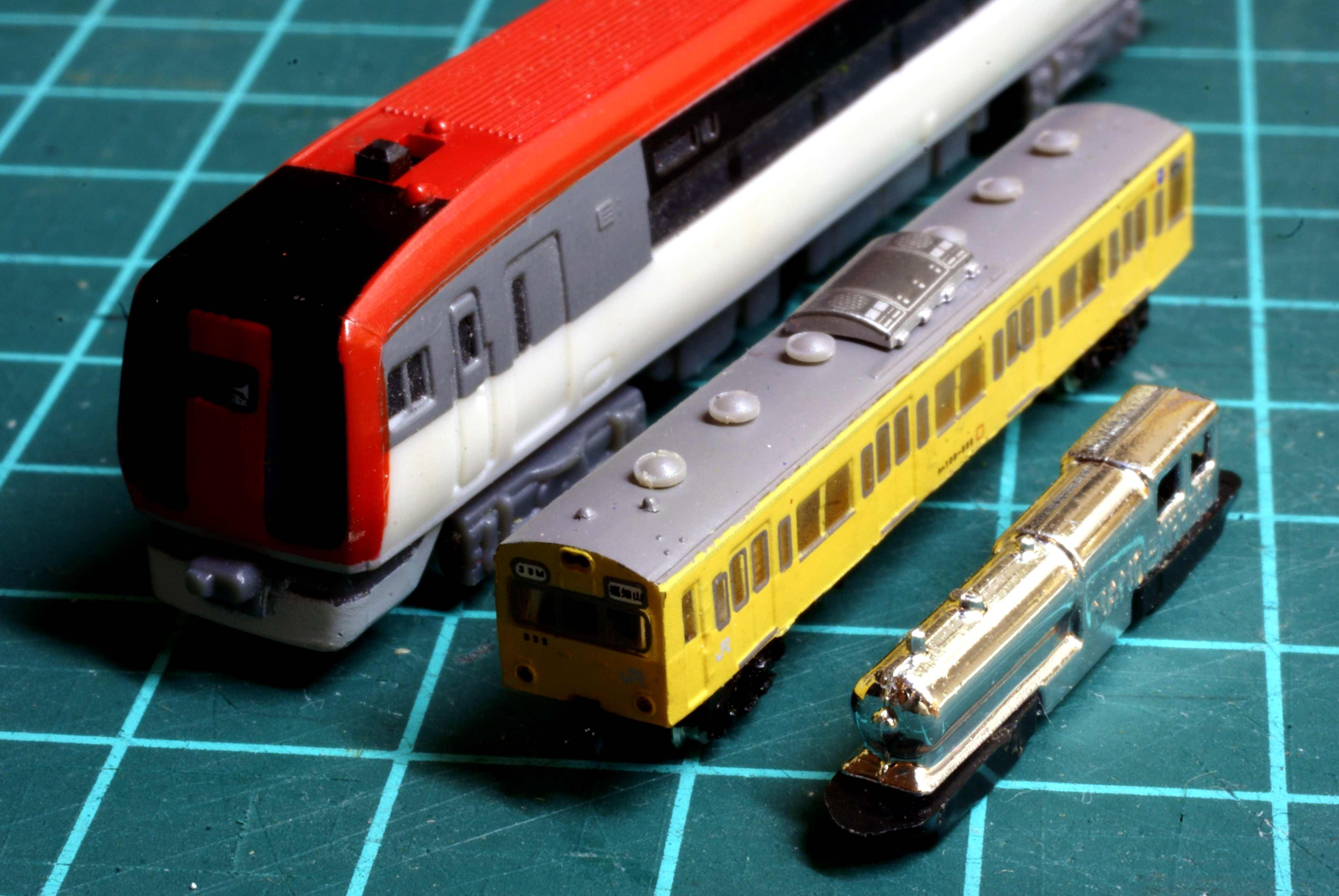
Vergleich der Spuren ZZ, T und TY
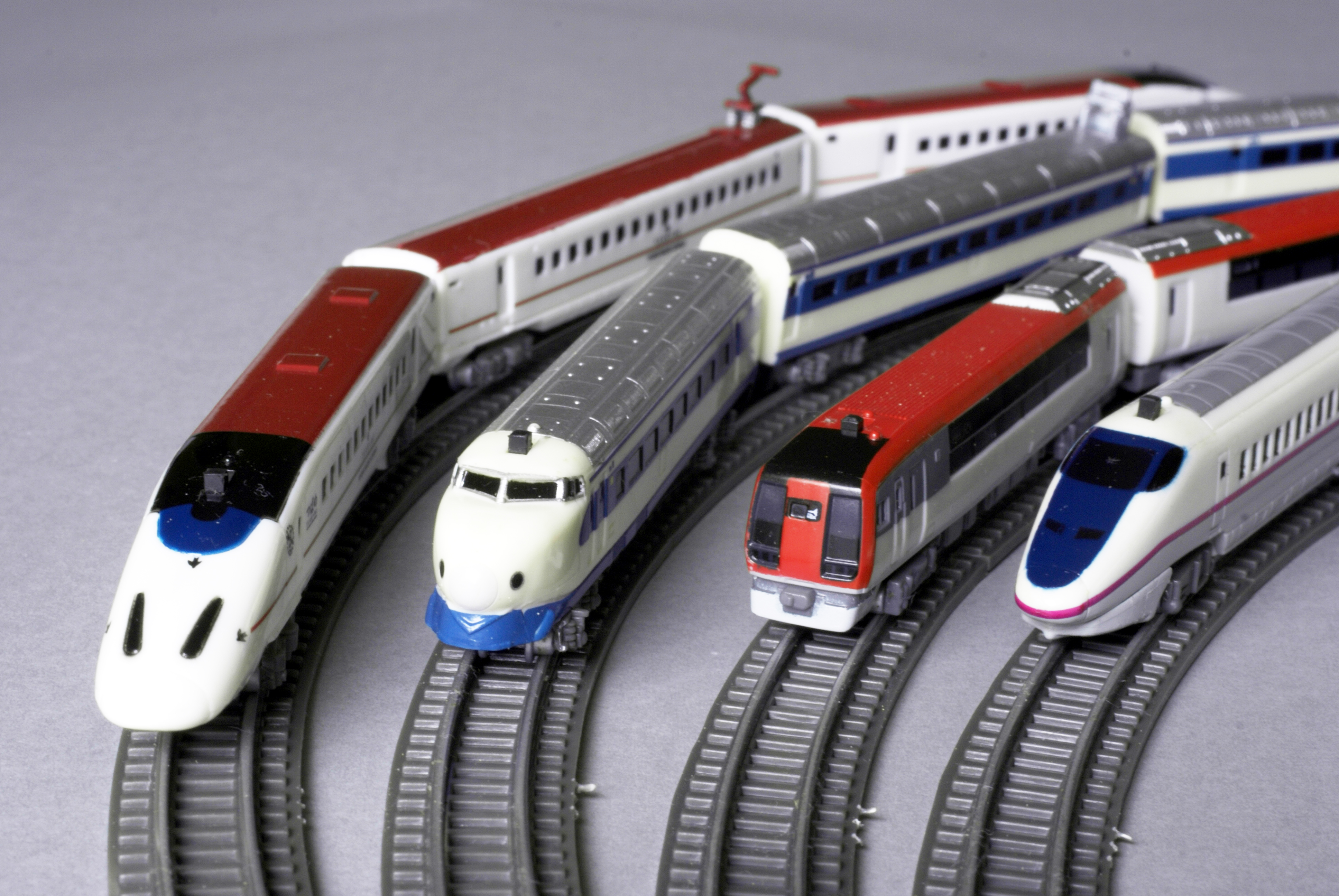
Vier Triebköpfe von ZZ Train
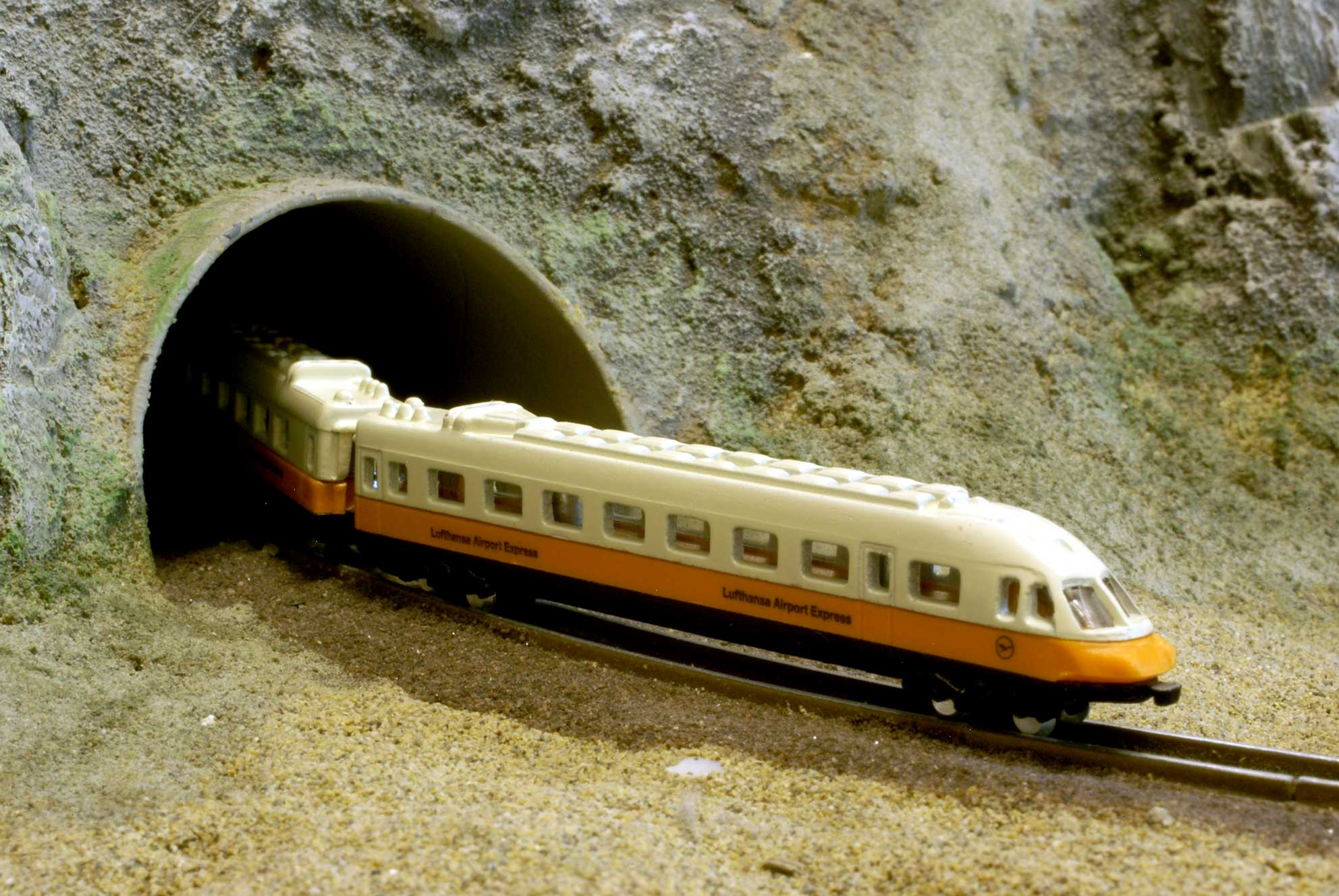
Eine Anlage in 1/300 mit einem Standmodell